# Romano Stefanelli

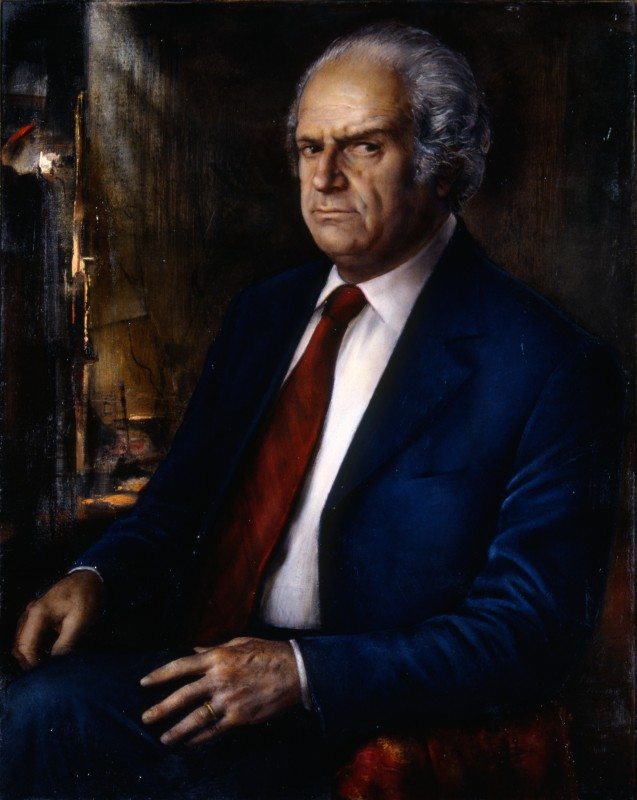
Ritratto del professor Reno Ferrara, 1981-1983 (Fondazione Cariplo)

Romano Stefanelli (Firenze, 6 novembre 1931 – 30 gennaio 2016) è stato un pittore italiano.

## Biografia
Romano Stefanelli nasce nel 1931 a Firenze, dove vive e lavora in via Sant'Egidio.
La sua formazione avviene fin dall'età di 17 anni nello studio di Pietro Annigoni dove apprende le varie tecniche pittoriche e grafiche. Diviene suo discepolo fedele, iniziando a dipingere nello stile figurativo e garbatamente realistico già prediletto dal maestro, coltivando i generi del dipinto di figura del ritratto e del paesaggio ed esprimendosi anche nel campo dell'arte sacra.
Da questa matrice figurativa nasce la personale ricerca di un rapporto di continuità/discontinuità con i modelli della tradizione.
Nel 1960 esegue a Londra la copia di un ritratto della regina.
Vinto nel 1962 il Concorso Nazionale del Ritratto di Firenze, realizza due dipinti a tempera per la chiesa fiorentina della Divina Providenza e nel 1967 un grande affresco con L'Annunciazione nella chiesa di San Michele Argangelo a Ponte Buggianese.
Vertice della feconda attività artistica è stata giudicata dalla critica la trilogia di capolavori realizzata nel corso di un quindicennio nella chiesa di Santa Maria di Massarella.
Artista poliedrico spazia dalle nature morte ai paesaggi, dai nudi ai ritratti, dagli affreschi alle tempere murali, dalle litografie alle incisioni, dalla scultura alla medaglistica fino alla creazione di gioielli con la tecnica dello "sbalzo e cesello".
Ha esposto le sue opere nelle più importanti città italiane e all'estero dal 1968 anno dell'esordio alla galleria Levi di Milano.
Tra gli affreschi più importanti si ricordano il soffitto del coro dell'abbazia di Montecassino, i cicli parietali delle chiese di Santa Maria Assunta a Quarrata (PT) e Santa Maria a Massarella (FI), singole opere nelle chiese di San Michele Arcangelo a Ponte Buggianese(PT) e di Santa Maria a Torri(FI).